# 荒田神社 (岩出市)

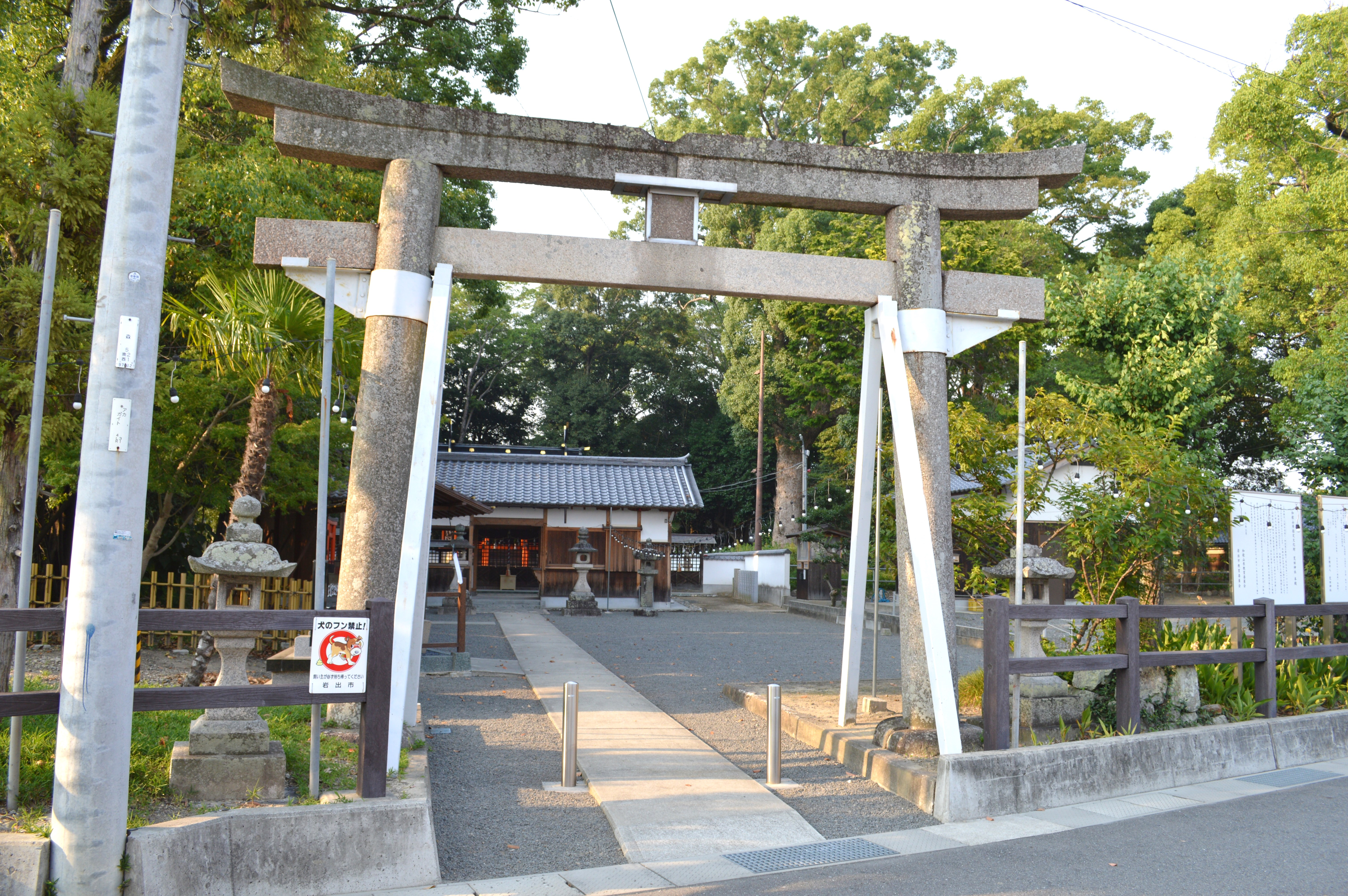
鳥居

荒田神社（あらたじんじゃ）は、和歌山県岩出市森にある神社。式内社で、旧社格は村社。

## 祭神
祭神は次の24柱。
- 高魂命、剣根命、天疎向津姫命、神功皇后、応神天皇、菅原道真、丹生都比売命、大山咋命、大山祇命、天忍穂耳命、市杵島姫命、素盞鳴命、香具都智命、大社命、白髭大明神、祓戸九柱神

## 歴史

### 概史
古い由緒は不詳。平安時代中期の『延喜式』神名帳では紀伊国那賀郡に「荒田神社二座」と記載され、式内社に列している。また『紀伊国神名帳』では地祇として「従四位上 荒田神」と記載されている。
『紀伊続風土記』（江戸時代の紀伊国地誌）では、祭神を荒田直の祖である高魂命と剣根命とし、のちに兵庫県の廣田神社と同じく天疎向津姫命・神功皇后・応神天皇としたとする。この天疎向津姫命は天照大神の荒魂であることから、荒田神社は荒神信仰から成立したと考えられている。同書によれば、天正年間（1573年-1592年）の兵火で焼失したという。
明治に入り、近代社格制度では村社に列した。

### 神階
- 正四位上 （『紀伊国神名帳』） - 表記は「荒田神」。

## 境内

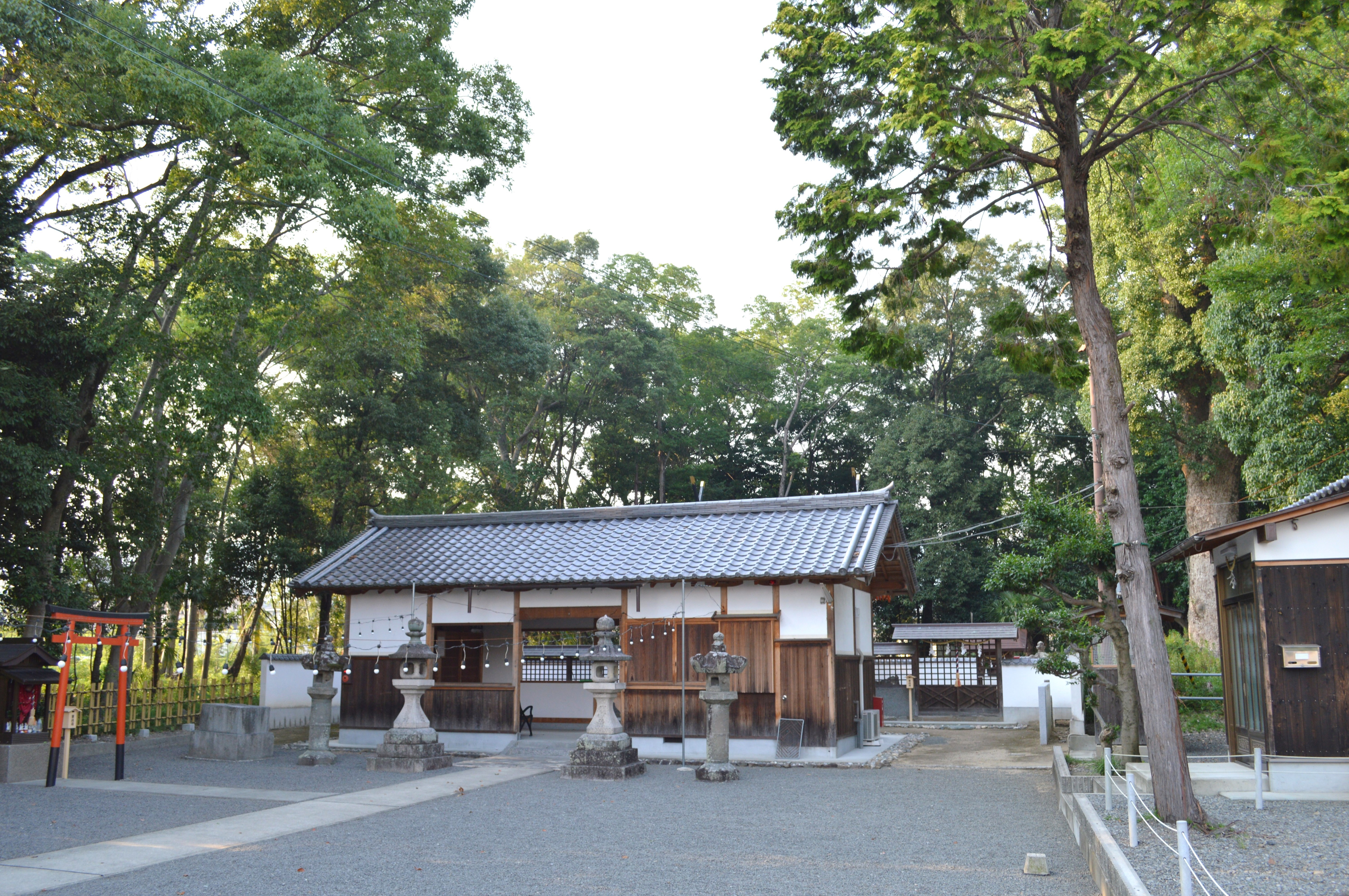
境内の社叢と拝殿

本殿は寛永元年（1624年）の再建。三間社流造で、屋根は檜皮葺。全体に丹塗りで彩られており、塀内正信の寄進とされる彫刻が飾られている。この本殿は和歌山県指定有形文化財に指定されている。

## 摂末社
- 稲荷神社 - 祭神：倉稲魂命、大国主命
- 丹生神社
- 八坂神社

## 祭事
- 歳旦祭 （1月1日）[3]
- 春祭り （2月19日）
- お初穂 （6月30日）
- 祇園祭 （7月7日）
- 夏祭り （8月19日）
- たのも祭 （8月31日）
- 秋祭り （10月5日）
- 七五三詣 （11月上旬）
- お初穂 （11月24日）
- お火焚き （12月下旬）

また、特殊神事として正月鈴賜神事がある。

## 文化財

### 和歌山県指定有形文化財
- 本殿（建造物） - 平成7年4月11日指定。